# Pyrus longipedicellata
Pyrus longipedicellata är en rosväxtart som beskrevs av Zamani och Attar. Pyrus longipedicellata ingår i släktet päronsläktet, och familjen rosväxter. Inga underarter finns listade i Catalogue of Life.